# Центр устройств Windows Mobile
Центр устройств Windows Mobile (англ. Windows Mobile Device Center, также используется сокращение WMDC) — программа для синхронизации компьютера и мобильных устройств под управлением одной из операционных систем семейства Windows Mobile, разработанная и выпущенная Microsoft в феврале 2007 года. Преемник аналогичной программы ActiveSync, разрабатывавшейся с 1996 по 2007 год. WMDC предназначен для синхронизации различного контента, включая музыку, видео, контакты, события в календаре, закладки веб-браузеров и другие файлы между мобильными устройствами и компьютером.
Программа изначально отсутствует в системе, её следует скачивать с официального сайта Microsoft (ссылка недоступна с 2021 года).

## История
Центр устройств Windows Mobile был написан как преемник программы ActiveSync, ранее использовавшейся для синхронизации устройств на базе Windows CE с операционными системами Windows до Windows Vista. 
Первый выпуск был выпущен в октябре 2006 года в виде бета-версии, предназначенной для использования с Windows Vista RC1. В феврале 2007 года первый официальный релиз был выложен на официальный сайт для загрузки, а в июне 2007 года Центр устройств Windows Mobile был обновлен для работы с операционной системой Windows Mobile 6.1.
С выпуском Windows Mobile Device Center устройства с мобильными операционными системами Pocket PC 2000 и Pocket PC 2002 перестали поддерживаться Windows Vista. Однако базовые возможности подключения для устройств с этими ОС стали доступны с выпуском версии 6.1.

## Таблица версий
| Дата                | Версия      | Описание                              |
| ------------------- | ----------- | ------------------------------------- |
| 6 октября 2006 года | WMDC Beta 3 | Первая публичная версия               |
| 1 февраля 2007 года | WMDC 6.0    | Выпущен для Windows Vista             |
| Июнь 2007           | WMDC 6.1    | Доступна поддержка Windows Mobile 6.1 |